# Anselm Lenz

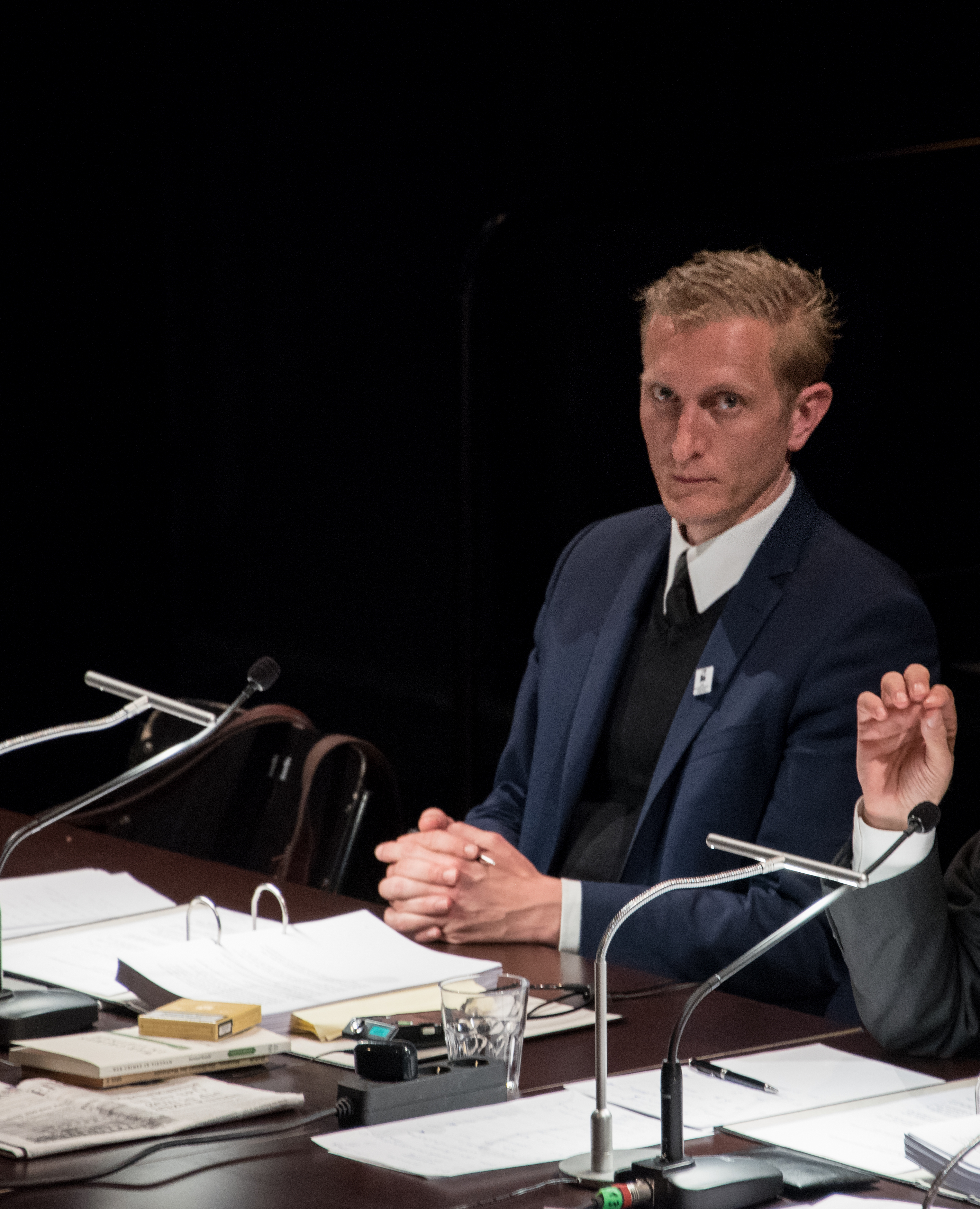
Anselm Lenz (2016)

Anselm Lenz (geboren 1980 in Hamburg) ist ein deutscher Dramaturg. Lenz ist Mitorganisator von Protesten gegen staatliche Coronaschutzmaßnahmen und verbreitet Falschinformationen und Verschwörungstheorien zur COVID-19-Pandemie.

## Wirken
Anselm Lenz produzierte gemeinsam mit Sarah Drath von 2010 bis 2012 das Filmspiel Taxi Altona, bei dem neun Personen in vier Taxis eine Nacht durch die Stadt fuhren. Er war Gründungsmitglied der Bar Golem am Hamburger Fischmarkt, für die er wöchentlich den literarischen Newsletter Golem Cogitationes verfasste.
2013 gab Lenz mit Alvaro Rodrigo Piña Otey, dem Wirt der Kneipe Golem, das Buch Das Ende der Enthaltsamkeit heraus, das der Spiegel als qualitativ sehr unterschiedlich beurteilte.
2014 gründete er mit Alix Faßmann und  Jörg Petzold in Neukölln den 2017 aufgelösten Verein Haus Bartleby. Dieses Projekt wurde in der taz als ein Versuch gewertet, mit der Behauptung der Karriereverweigerung eine kleine Karriere im Radical-Chic-Segment des subventionierten Kulturbetriebs zu machen.  2016 organisierte er mit dem Haus Bartleby in Kooperation mit dem brut Wien, dem Club of Rome, dem Wiener Passagen Verlag und Hendrik Sodenkamp in Wien das freie Theaterprojekt Das Kapitalismustribunal. Als Journalist schrieb Lenz unter anderem für die taz.

## Verschwörungstheorien während der COVID-19-Pandemie
Während der COVID-19-Pandemie in Deutschland organisierte Lenz 2020 zusammen mit Hendrik Sodenkamp und einer Person namens Batseba N’Diaye, die nach Recherchen der taz vermutlich nicht existiert, die sogenannten Hygienedemos auf dem Rosa-Luxemburg-Platz in Berlin. Diese würden, so Erik Peter in einem taz-Artikel, von einer „Szene der Verschwörungstheoretiker“ besucht. Die Journalisten Julius Betschka und Christoph Kluge bezeichneten diese Veranstaltungen im Tagesspiegel als Querfrontdemonstration. Das Haus Bartleby und der Chef der Berliner Volksbühne Klaus Dörr distanzierten sich nach Beginn der Demonstrationen von Lenz. Peter Laudenbach von der taz schrieb: „Früher tat er als Kulturbetriebs-Selbstvermarkter so, als sei er politischer Aktivist. Heute ist er beim Gegenteil angekommen: Er wäre gern ein Teil einer von ihm imaginierten Volksbühne und macht sich zum nützlichen Idioten der Rechtsradikalen, die seine Demonstration besuchen.“ Auf Demonstrationen am 1. Mai und 29. August 2020 wurde Lenz von der Polizei abgeführt bzw. kurzzeitig festgenommen. Im Oktober 2021 begann in Berlin der Strafprozess gegen Lenz. Die Staatsanwaltschaft warf ihm unter anderem Aufforderung zu Straftaten und Körperverletzung vor.
Lenz ist Autor des Blogs Rubikon und Mitherausgeber der neurechten Querdenkerzeitung Demokratischer Widerstand, die auf Demonstrationen gegen die staatlichen Coronaschutzmaßnahmen verteilt wurde. Im Nachgang der Demonstration „Das Ende der Pandemie – Tag der Freiheit“, an der nach Medien- und Polizeiangaben etwa 20.000 Menschen teilnahmen, verbreitete die Zeitung eine Teilnehmerzahl von 1,3 Millionen. Auf der Website der Zeitung wurde daraufhin eine „lügnerische Berichterstattung der gleichgeschalteten System- und Konzernpresse“ behauptet.

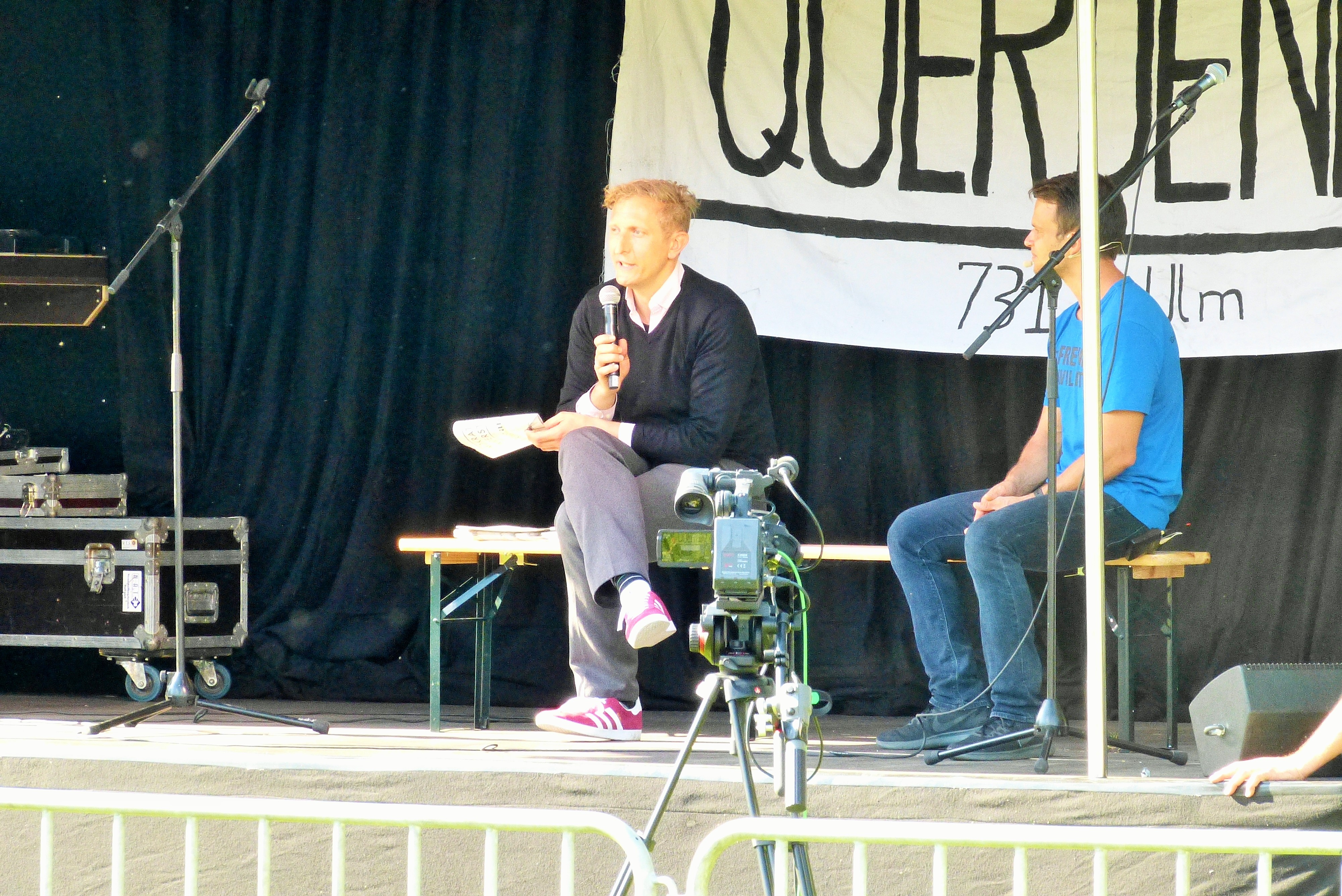
Lenz mit dem Querdenker-Anwalt Markus Haintz in der Friedrichsau, 2020

Lenz versteht die Corona-Regelungen als „größten und umfassendsten Angriff auf das Menschenrecht seit 1945“ und sieht einen „Angriff auf unsere Verfassung“. Bei seiner Festnahme am 1. Mai 2020 berief er sich auf den Artikel 20 Absatz 4 des Grundgesetzes. Der Politikwissenschaftler Florian Hartleb sieht in der Berufung auf diesen Grundgesetzartikel eine Zweckentfremdung. Der Widerstand von Lenz richte sich „gegen die staatliche Souveränität“, so Hartleb.
In einem Interview mit Ken Jebsen äußerte Lenz, die Pandemie mache offenbar, dass sich der Staat „mit Pharma- und Digitalkonzernen verbündet [habe], um die Demokratie abzuschaffen“. Mit der Coronakrise sei der „Zusammensturz des Finanzmarktkapitalismus, wie wir ihn kannten“ verbunden.
Im Deutschlandfunk sprach Lenz am 8. August 2020 unter anderen Punkten von einer „fanatische[n] Überzeichnung der Gefährlichkeit des Virus“. Das Virus sei „nicht außergewöhnlich gefährlich“. Das Tragen eines Mund-Nasen-Schutzes lehnte Lenz ab, Masken seien „nachgewiesenermaßen vollkommen nutzlos […] und sogar schädlich […]“. Das Virus würde „quasi durch diese Maske hindurchflieg[en] wie ein Fußball durch ein Scheunentor“.
Im Deutschlandfunk gab es vier Stunden nach dem Interview den Beitrag Corona und die Demonstrationen – Einordnung des Interviews mit Anselm Lenz, in dem Christine Sartori Äußerungen von Lenz zur Gefährlichkeit der Erkrankungen und zum Schutz durch Masken kommentierte. In Übermedien kritisierte Jürn Kruse das Interview mit Lenz hinsichtlich der Gesprächsführung von Rainer Brandes. Interviews seien „das falsche Werkzeug“ für die Darstellung der Auseinandersetzung mit „Verschwörungsideologen und ihren Erzählungen“.
Bei einer Demonstration gegen staatliche Coronaschutzmaßnahmen im August 2020 trat Lenz als Redner auf. Er forderte eine Revolution und bezeichnete die Regierung als „faschistoid“ und die Parteien als „völlig fertig“.

## Verurteilungen
Im April 2022 wurde gegen Lenz wegen übler Nachrede zulasten von Jens Spahn vom Amtsgericht Berlin-Tiergarten ein Strafbefehl in Höhe von 4800 Euro (120 Tagessätze zu 40 Euro) erlassen. Lenz legte dagegen erfolglos Einspruch ein und wurde am 7. November 2022 zu einer Geldstrafe in Höhe von 4500 Euro (90 Tagessätze zu je 50 Euro) verurteilt.

## Publikationen als Herausgeber
- (Hrsg.), gemeinsam mit Alvaro Rodrigo Piña Otey: Das Ende der Enthaltsamkeit. Über Bars, Cocktails, Selbstermächtigung und die Schönheit des Niedergangs. Hamburg: Edition Nautilus 2013, 272 Seiten. ISBN 978-3-89401-774-3.
- Haus Bartleby (Hrsg.): Sag alles ab! Plädoyers für den lebenslangen Generalstreik. Hamburg: Edition Nautilus 2015, 153 Seiten. ISBN 978-3-89401-824-5.[30]
- Haus Bartleby (Hrsg.): Das Kapitalismustribunal. Zur Revolution der ökonomischen Rechte (Das rote Buch). Wien: Passagen Verlag 2016, 160 Seiten, ISBN 978-3-7092-0220-3.